# Jordbro station
Jordbro är en station på Stockholms pendeltågsnät, belägen i tätorten Jordbro inom Haninge kommun. Den ligger på Nynäsbanan, 28,8 km från Stockholm C. Stationen har en mittplattform med entréer i båda ändar. Antalet påstigande en vintervardag beräknas till 3 700.
Vid stationen stannar även ett antal SL busslinjer.

## Historik
I samband med att Nynäsbanan togs i bruk år 1901 öppnades en hållplats på den då enkelspåriga linjen Älvsjö-Nynäshamn. I början av 1960-talet tog bebyggelsen fart i området runt hållplatsen och spåranslutning byggdes till Jordbro industriområde. En ny station av pendeltågstyp togs i bruk 1973. 1995 blev sträckan dubbelspårig, varvid stationen rustades upp och den nordliga entrén tillkom.

## Bilder

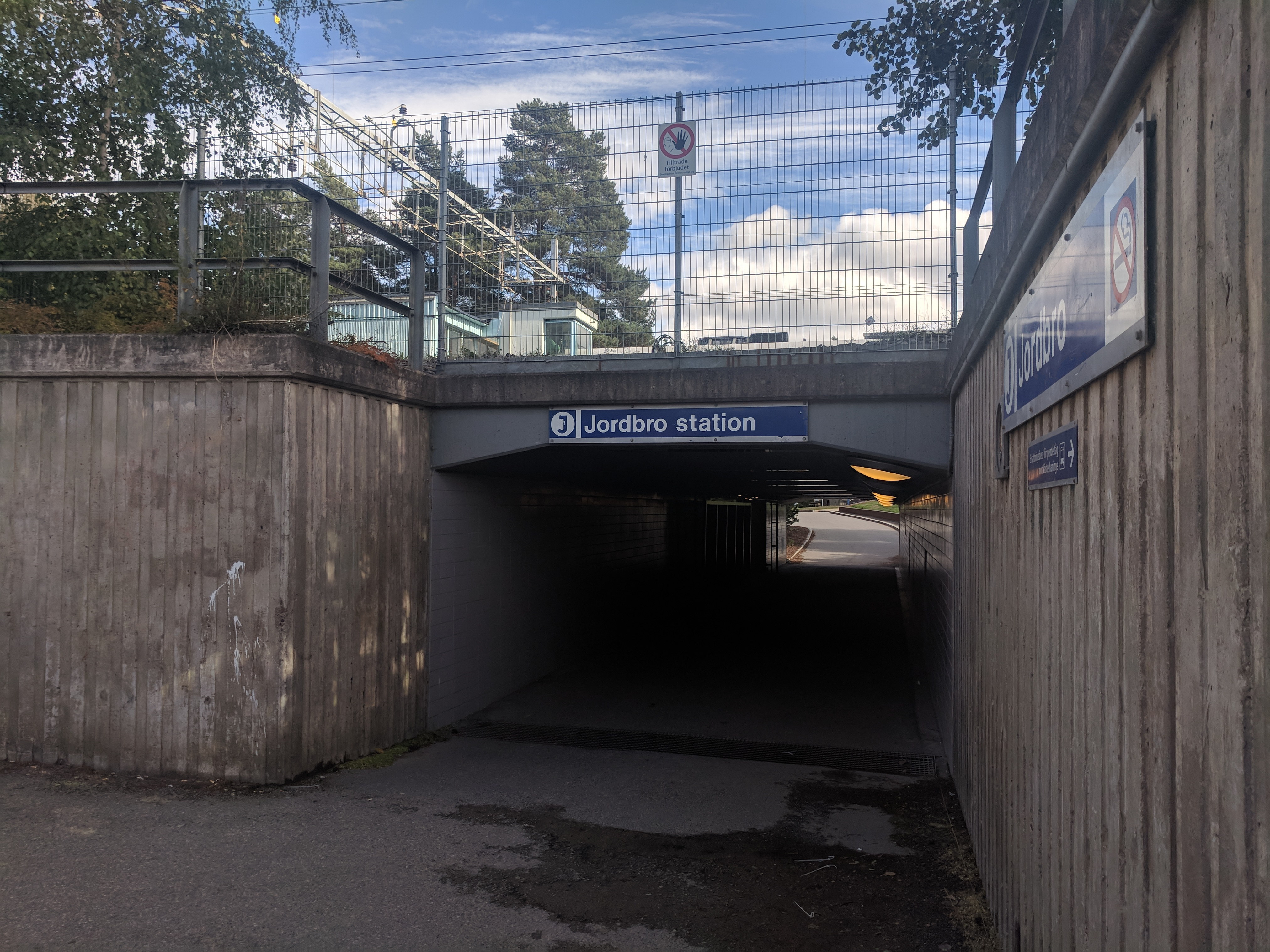
Ingång
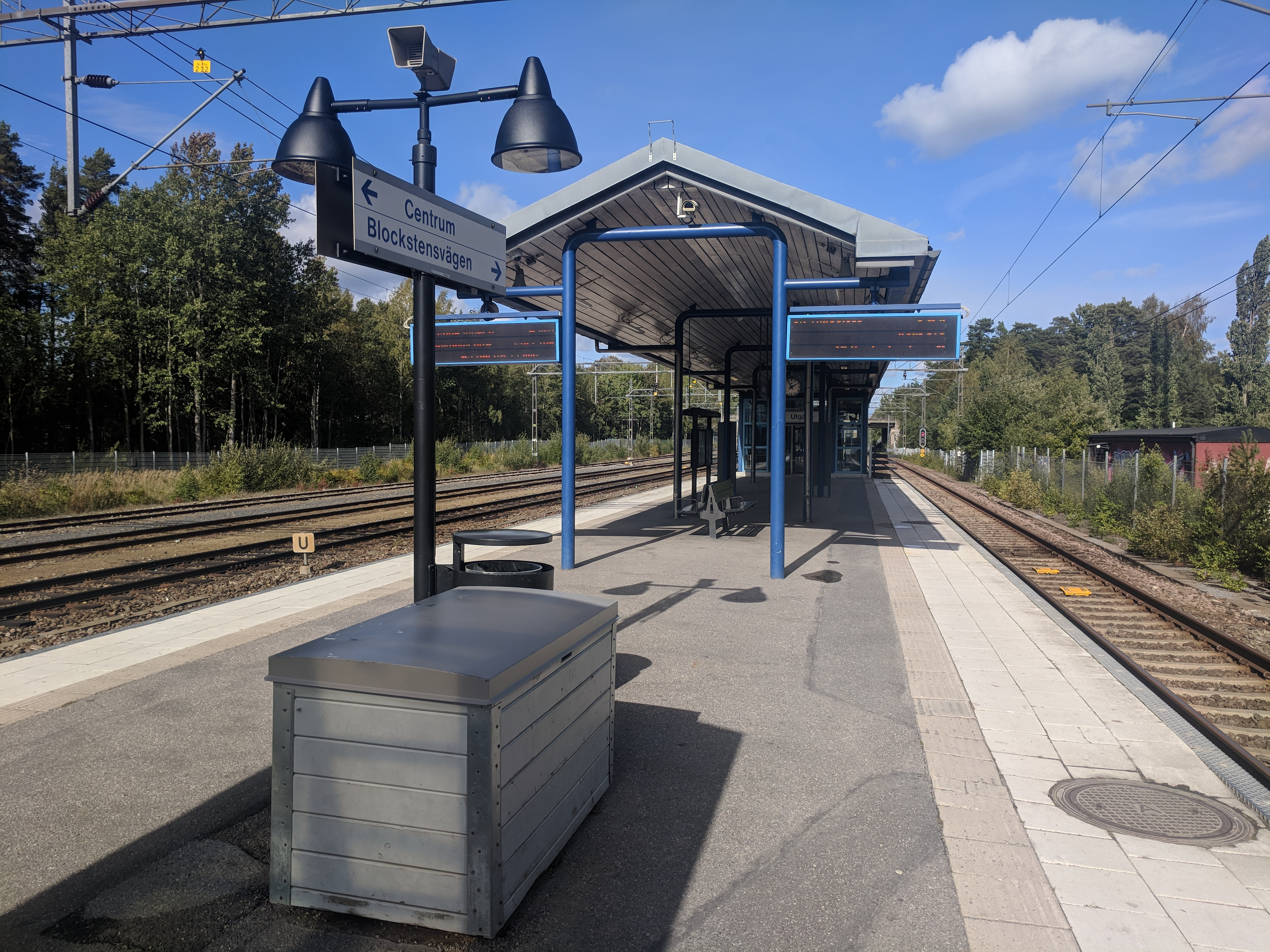
Perrongen
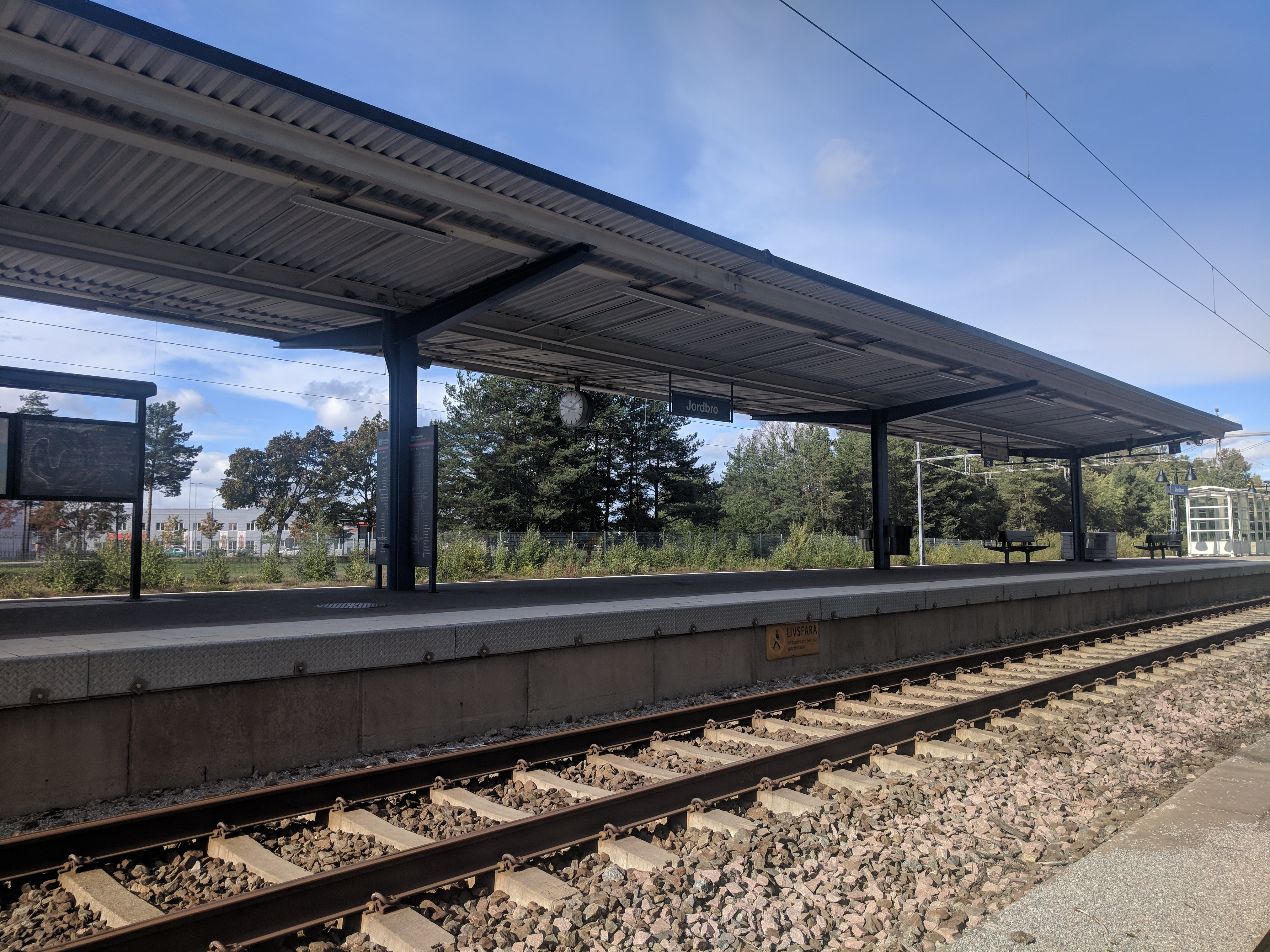
Perrongen
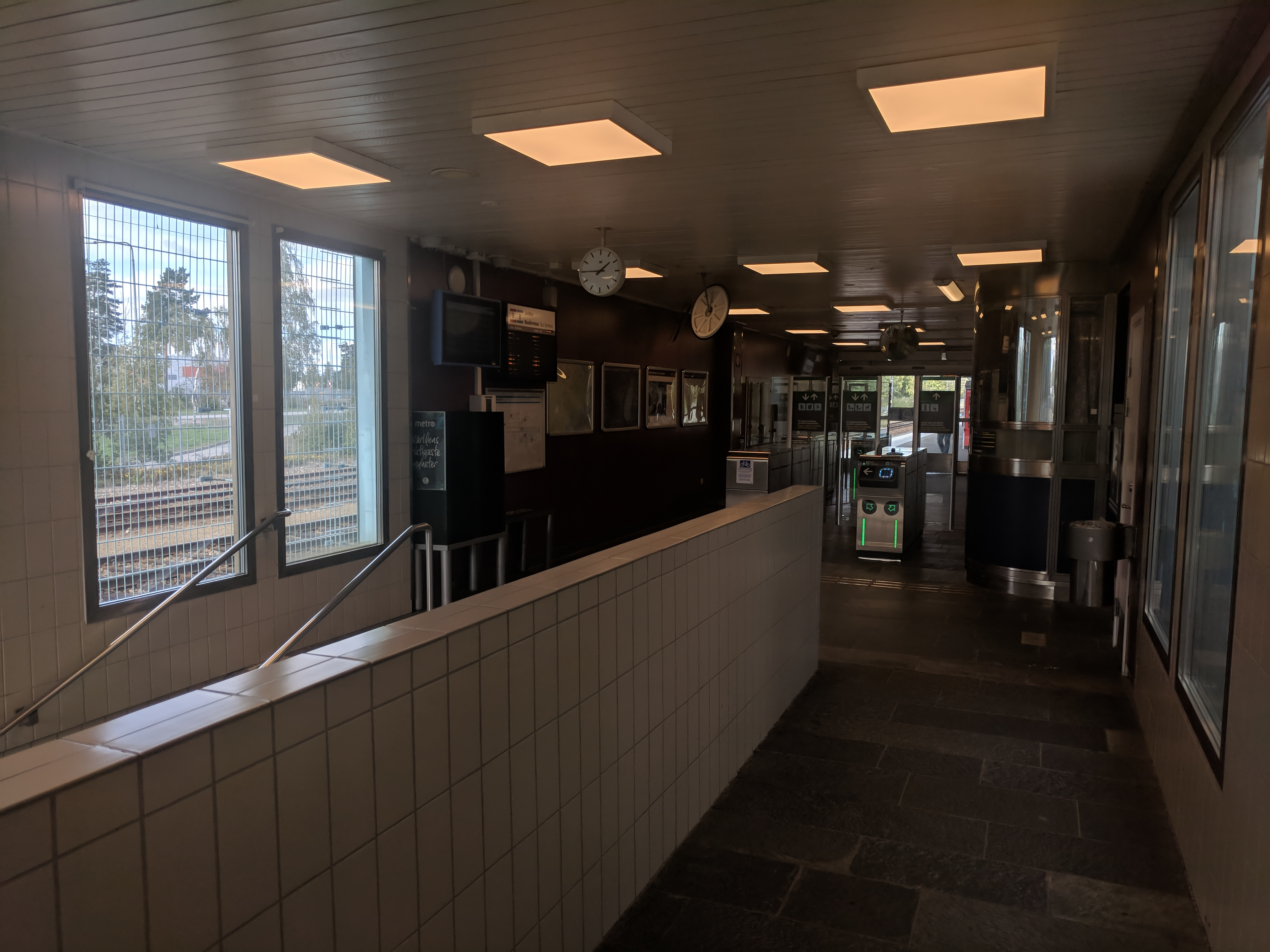
Biljetthall
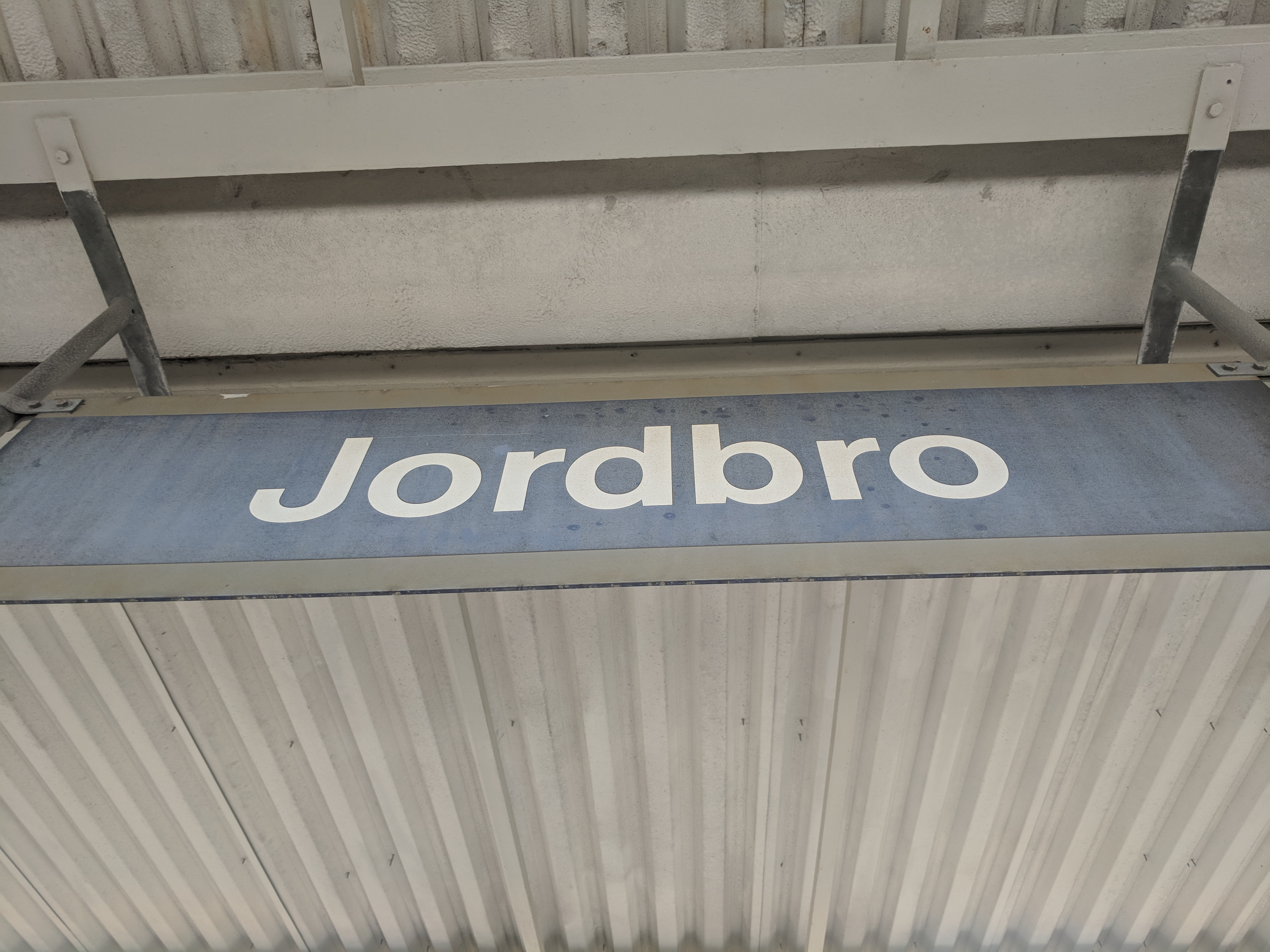
Stationsskylt